# Vito Mannone
Vito Mannone (ur. 2 marca 1988 w Desio) – włoski piłkarz,  występujący na pozycji bramkarza we francuskim klubie FC Lorient. Jest wychowankiem włoskiej Atalanty BC, jednakże w jej barwach występował tylko na szczeblu młodzieżowym. W 2005 roku przeszedł do angielskiego Arsenalu, gdzie przez rok terminował w zespole juniorskim. W 2006 roku włączono go do kadry pierwszego zespołu. Podczas gry w Londynie był wypożyczany do Barnsley oraz Hull City.
Po tym jak w trakcie sezonu 2009/10 zajął miejsce kontuzjowanego Almunii w bramce Arsenalu, został zauważony przez selekcjonera reprezentacji Włoch do lat 21 Pierluigiego Casiraghi. Zadebiutował w niej w 2009 roku podczas spotkania eliminacji do Mistrzostw Europy U-21 przeciwko reprezentacji Węgier.

## Kariera klubowa

### Początki kariery
Mannonego sprowadził z włoskiej Atalanty do klubu z Highbury Arsène Wenger w lecie 2005 roku. Skauci zespołu z Londynu wypatrzyli go podczas jednego z turniejów młodzieżowych, gdy jego ówczesna drużyna grała z juniorami Parmy. Wysłannicy Kanonierów jechali tam wtedy obserwować Artura Lupolego, lecz w oko wpadł im również Mannone. Arsenal podpisał z nim trzyletni kontrakt i zapłacił włoskiemu klubowi 350 tysięcy funtów rekompensaty, ponieważ zawodnik nie miał jeszcze zawodowego kontraktu. Jeszcze przed transferem, gdy Włoch dowiedział się o zainteresowaniu Anglików swoją osobą, stwierdził:

Miesiąc wcześniej zmarł mój ojciec i gdy usłyszałem, że Arsenal jest zainteresowany podpisaniem ze mną kontraktu to pomyślałem, że wiadomość ta może przynieść szczęście mnie i moim bliskim. Nie mogłem uwierzyć, gdy mój agent podał mi tę wiadomość. To szok, ponieważ grałem tylko w zespole młodzieżowym. Marzeniem mojego ojca był, abym został w przyszłości zawodnikiem takiego klubu jak Arsenal. Mam zamiar zrobić wszystko co w mojej mocy, aby spełnić jego marzenie.

Młody bramkarz zadebiutował w przedsezonowym meczu towarzyskim z londyńskim klubem Barnet 16 lipca 2005 roku. Jego drużyna wygrała wtedy 4-1.

### Wypożyczenie do Barnsley
18 sierpnia 2006 roku Mannone został na trzy miesiące wypożyczony do angielskiego Barnsley, gdzie miał walczyć o pozycję pierwszego bramkarza z bardziej doświadczonym Nickiem Colganem. Włoski bramkarz zadebiutował 22 września 2006 roku w spotkaniu przeciwko Preston North End. Musiał wejść na boisko, ponieważ Colgan ujrzał czerwoną kartkę. Mannone zawinił przy dającej zwycięstwo klubowi z Preston bramce zdobytej głową przez Patricka Agyemanga. W swoim kolejnym meczu przeciwko Luton Town także zawinił przy zwycięskiej bramce Ahmeta Brkovicia. Było to ostatnie spotkanie, które Mannone rozegrał w barwach Barnsley.

### Powrót do Arsenalu

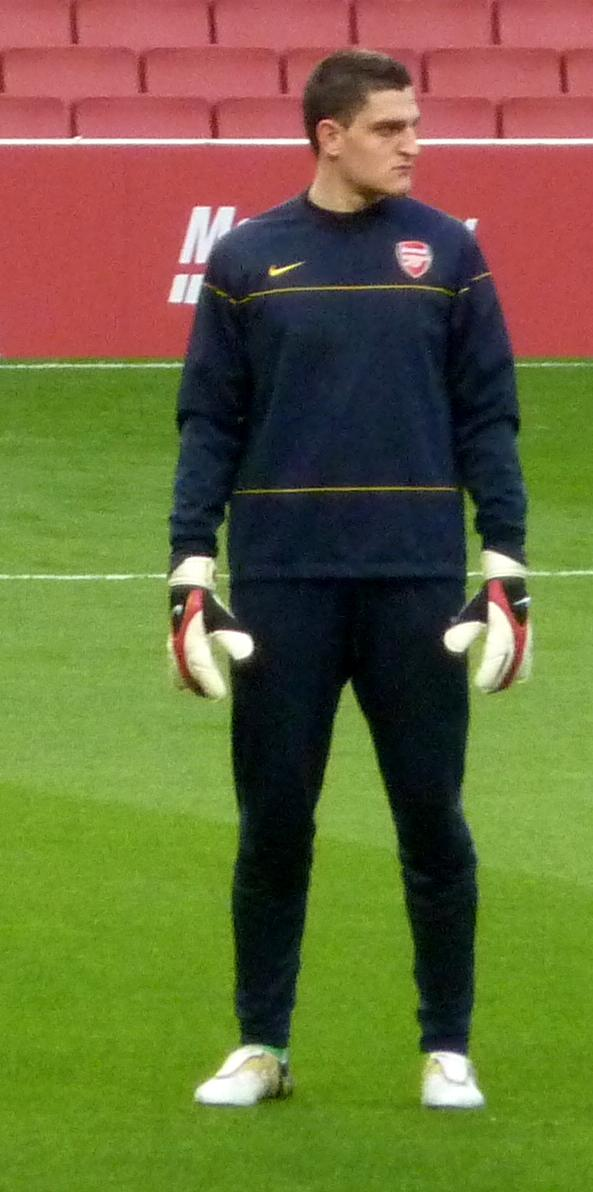
Mannone na treningu Arsenalu

Po kontuzji kolana wypożyczenie Mannonego do Barnsley zostało skrócone i wrócił on do Arsenalu 23 października 2006 roku na leczenie. Mówiło się, że zawodnik może w zimowym oknie transferowym w 2007 roku przejść do Inverness, występującym w szkockiej ekstraklasie, ale ostatecznie transfer nie doszedł do skutku, ponieważ włodarze klubu ze Szkocji nie mogli zagwarantować 19-latkowi miejsca w pierwszym składzie. Ostatecznie Włoch pozostał w Londynie.
Mannone był regularnie powoływany jako zmiennik Łukasza Fabiańskiego w Pucharze Ligi w sezonie 2007/08. Nie wystąpił jednak w żadnym z pięciu spotkań Arsenalu w tych rozgrywkach, a jego klub odpadł po półfinałowej porażce z Tottenhamem. 19 grudnia 2007 roku Arsenal ogłosił, że podpisał z graczem nowy, długoterminowy kontrakt. 19 kwietnia 2008 roku został po raz pierwszy powołany do meczowego składu Arsenalu w Premier League – usiadł na ławce rezerwowych w wygranym 2-0 spotkaniu z Reading, cały mecz zagrał wtedy Jens Lehmann.
Sytuacja Vita Mannonego poprawiła się po sezonie 2007/08 – do niemieckiego VfB Stuttgart odszedł wtedy Lehmann, a Włoch został trzecim bramkarzem drużyny. Przed sezonem 2008/09 otrzymał koszulkę z numerem 24. (wcześniej nosił trykot z 40.) po tym, jak poprzedni jej posiadacz, Manuel Almunia, otrzymał numer 1. 18 lipca 2008 roku został wprowadzony na drugą połowę przedsezonowego meczu towarzyskiego z Barnet i zachował czyste konto.
24 maja 2009 roku zadebiutował w spotkaniu ligowym, a stało się to podczas ostatniego meczu sezonu 2008/09 ze Stoke City. Arsenal wygrał 4-1.
16 września 2009 roku, z powodu kontuzji pierwszego bramkarza Almunii i jego zmiennika Fabiańskiego, Mannone zadebiutował w Lidze Mistrzów w spotkaniu fazy grupowej ze Standardem Liège. W ciągu pierwszych 5. minut tego mecz wpuścił dwa gole. Jednakże Arsenal odwrócił losy meczu i ostatecznie po golach wygrał 3-2.
Z powodu dalszej niedyspozycji Almuni, 19 września 2009 roku Mannone rozegrał swój drugi mecz w Premier League, który Arsenal wygrał 4-0. W kolejnym meczu, 26 września 2009 roku z Fulham na Craven Cottage Włoch ponownie zachował czyste konto. Zespół z Londynu wygrał 1-0, zaś Mannone otrzymał tytuł zawodnika meczu. Później stwierdził, że był to najlepszy mecz w jego karierze. 29 września 2009 roku w wygranym 2-0 spotkaniu Ligi Mistrzów z Olympiakosem ponownie nie dał się pokonać.
17 października 2009 roku Mannone wyszedł w pierwszym składzie w spotkaniu z Birmingham City. Oficjalnie powodem takie stanu rzeczy była niedyspozycja Manuela Almunii, lecz media zaczęły spekulować jakoby Włoch po prostu wygrał rywalizację z Hiszpanem, jednakże w następnych meczach między słupkami stał już Almunia.
25 stycznia 2010 roku Mannone podpisał nowy długoterminowy kontrakt z Arsenalem.

### Wypożyczenie do Hull City
18 października 2010 Mannone został do 3 stycznia 2011 roku wypożyczony do Hull City. 27 października 2010 roku Włoch zadebiutował w nowym zespole. Stało się to w wygranym 3-0 w spotkaniu rezerw Hull z rezerwami Scunthorpe United, w którym Mannone zaliczył kilka udanych interwencji. W pierwszym zespole zadebiutował 13 listopada podczas wygranego 2:0 meczu z Preston. Kolejne czyste konto udało mu się zachować podczas domowego spotkania z Ipswich Town. Ostatecznie w siedmiu rozegranych meczach czterokrotnie udało mu się nie wpuścić bramki, a w meczu z Reading obronił także rzut karny. 31 grudnia Mannone powrócił do Arsenalu z powodu kontuzji, jednak kilka dni później ponownie trafił do Hull, tym razem już do końca sezonu. 25 marca 2011 roku ostatecznie wyleczył swój uraz i wystąpił w wygranym 1:0 spotkaniu z Nottingham Forest.

### Koniec wypożyczenia
Po zakończeniu rozgrywek Mannone znowu wylądował w Arsenalu, gdzie pełnić miał funkcję trzeciego bramkarza, będąc w hierarchii za Wojciechem Szczęsnym oraz Fabiańskim. 6 grudnia 2011 roku zanotował swój pierwszy występ w sezonie, gdy w spotkaniu fazy grupowej Ligi Mistrzów z greckim Olympiakosem musiał zmienić na boisku kontuzjowanego Fabiańskiego. Podczas meczu Mannone popełnił błąd, dzięki któremu David Fuster zdobył bramkę. Ostatecznie Arsenal przegrał 1:3.

### Drugie wypożyczenie do Hull

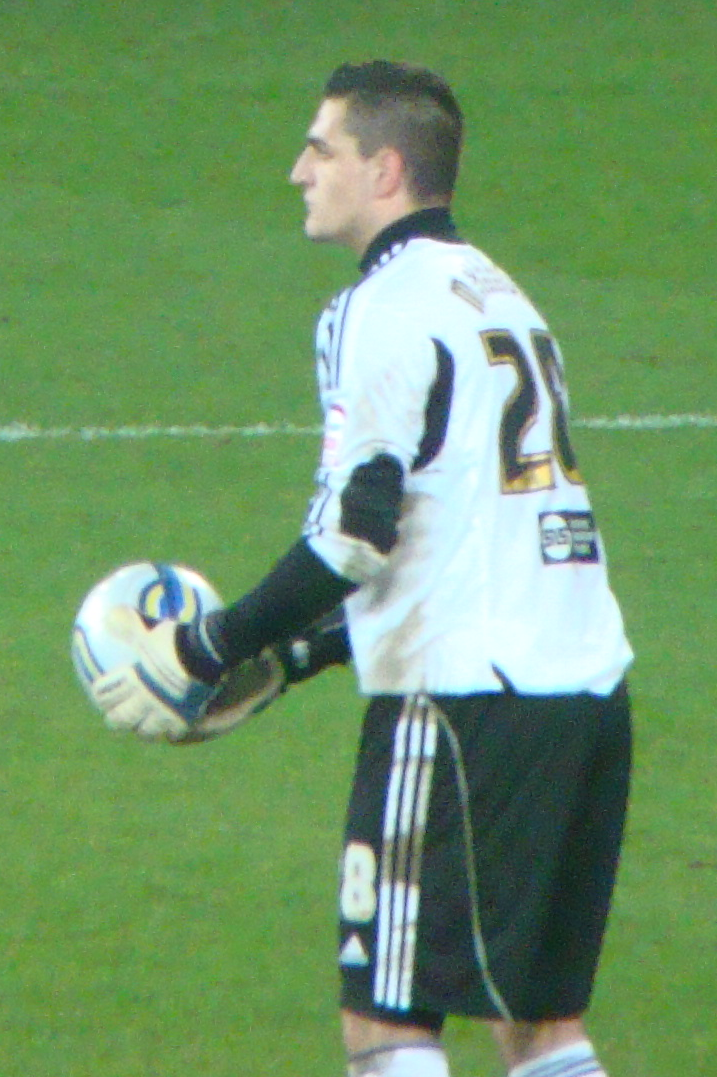
Mannone w barwach Hull City

4 stycznia 2012 roku Mannone ponownie trafił do Hull City, gdzie na zasadzie wypożyczenia występować miał do końca sezonu. Ponowny debiut zanotował podczas wygranego 3:1 meczu Pucharu Anglii z Ipswich Town. W pierwszym meczu w lidze zachował czyste konto, a Hull wygrało 1:0 z Reading. W czwartej rundzie Pucharu Anglii klub przegrał 0:1 z Crawley, jednak Mannone został wybrany zawodnikiem meczu.

### Kolejny powrót do Arsenalu
Z powodu kontuzji Szczęsnego i Fabiańskiego, Mannone po powrocie do klubu stał się pierwszym bramkarzem Arsenalu. W zremisowanym 0:0 meczu ze Stoke City zachował czyste konto przez pełne 90 minut. Ten wyczyn powtórzył także tydzień później podczas spotkania z Liverpoolem. Po serii kilku występów, Mannone oświadczył, że jest gotowy walczyć ze Szczęsnym o miejsce w bramce. Ostatecznie, udało mu się tylko zająć miejsce Fabiańskiego na ławce rezerwowych. W marcu 2013 roku Szczęsny dostał szansę odpoczynku, jednak wobec kontuzji Mannone to Fabiański strzegł bramki Arsenalu, skutecznie wywalczając sobie ostatecznie rolę rezerwowego i spychają Mannone poza meczową osiemnastkę.

### Sunderland
3 lipca 2013 roku Mannone podpisał dwuletni kontrakt z Sunderlandem, który wykupił go z Arsenalu za nieujawnioną kwotę. Oba przedsezonowe spotkania Sunderlandu podczas Premier League Asia Trophy Mannone – z Tottenhamem i Manchesterem City – rozpoczynał w pierwszym składzie, ostatecznie jednak to Keiren Westwood stanął w bramce klubu w pierwszym meczu nowego sezonu z Fulham.

### Reading
19 lipca 2017 roku podpisał 3-letni kontrakt z Reading.

## Kariera reprezentacyjna
13 listopada 2009 roku zadebiutował w reprezentacji Włoch od lat 21 w przegranym 0-2 spotkaniu z reprezentacją Węgier rozgrywanym w ramach eliminacji do Mistrzostw Europy U-21 w 2011 roku. Cztery dni po debiucie bramkarz rozegrał kolejny mecz w zespole U-21. Tym razem Włosi pokonali 4-0 reprezentację Luksemburga. Włoch nie dał się pokonać także 3 marca 2010 roku, w rewanżowym pojedynku z Węgrami, które jego drużyna wygrała 2-0.

## Statystyki kariery

### Klubowej
(aktualne na dzień 24 marca 2017)
| Klub               | Sezon              | Liga               | Liga  | Liga   | Puchar Anglii | Puchar Anglii | Puchar Ligi | Puchar Ligi | Europa | Europa | Suma  | Suma   |
| Klub               | Sezon              | Liga               | Mecze | Bramki | Mecze         | Bramki        | Mecze       | Bramki      | Mecze  | Bramki | Mecze | Bramki |
| ------------------ | ------------------ | ------------------ | ----- | ------ | ------------- | ------------- | ----------- | ----------- | ------ | ------ | ----- | ------ |
| Barnsley (wyp.)    | 2006/07            | Championship       | 2     | 0      | 0             | 0             | 2           | 0           | –      | –      | 4     | 0      |
| Arsenal            | 2007/08            | Premier League     | 0     | 0      | 0             | 0             | 0           | 0           | 0      | 0      | 0     | 0      |
| Arsenal            | 2008/09            | Premier League     | 1     | 0      | 0             | 0             | 0           | 0           | 0      | 0      | 1     | 0      |
| Arsenal            | 2009/10            | Premier League     | 5     | 0      | 0             | 0             | 0           | 0           | 3      | 0      | 8     | 0      |
| Arsenal            | 2010/11            | Premier League     | 0     | 0      | 0             | 0             | 0           | 0           | 0      | 0      | 0     | 0      |
| Hull City (wyp.)   | 2010/11            | Championship       | 10    | 0      | 0             | 0             | 0           | 0           | –      | –      | 10    | 0      |
| Arsenal            | 2011/12            | Premier League     | 0     | 0      | 0             | 0             | 0           | 0           | 1      | 0      | 1     | 0      |
| Hull City (wyp.)   | 2011/12            | Championship       | 21    | 0      | 2             | 0             | 0           | 0           | –      | –      | 23    | 0      |
| Arsenal            | 2012/13            | Premier League     | 9     | 0      | 0             | 0             | 0           | 0           | 4      | 0      | 13    | 0      |
| Sunderland         | 2013/14            | Premier League     | 29    | 0      | 1             | 0             | 5           | 0           | –      | –      | 35    | 0      |
| Sunderland         | 2014/15            | Premier League     | 10    | 0      | 0             | 0             | 0           | 0           | –      | –      | 10    | 0      |
| Sunderland         | 2015/16            | Premier League     | 18    | 0      | 1             | 0             | 0           | 0           | –      | –      | 19    | 0      |
| Sunderland         | 2016/17            | Premier League     | 9     | 0      | 2             | 0             | 0           | 0           | –      | –      | 11    | 0      |
| Ogólnie w karierze | Ogólnie w karierze | Ogólnie w karierze | 114   | 0      | 6             | 0             | 7           | 0           | 8      | 0      | 135   | 0      |

### Reprezentacyjnej
Aktualne na dzień 18 października 2010 roku
| Reprezentacja | Sezon   | Występy | Gole |
| ------------- | ------- | ------- | ---- |
| Włochy U-21   | 2009/10 | 3       | 0    |
| Włochy U-21   | 2010/11 | 5       | 0    |
| Ogólnie       | Ogólnie | 8       | 0    |

## Życie prywatne
Kilka tygodni przed transferem do Arsenalu zmarł ojciec i zarazem agent 16-letniego wówczas Mannone.